# Costa del norte de Fuerteventura
Costa del norte de Fuerteventura este o arie protejată (arie de protecție specială avifaunistică — SPA) din Spania întinsă pe o suprafață de 1.612,38 ha, integral pe uscat.

## Localizare
Centrul sitului Costa del norte de Fuerteventura este situat la coordonatele 28°43′45″N 13°56′59″W / 28.7291°N 13.9496°V.

## Înființare
Situl Costa del norte de Fuerteventura a fost declarat arie de protecție specială avifaunistică în octombrie 2022 pentru a proteja 21 de specii de animale.

## Biodiversitate
Situată în ecoregiunea , aria protejată nu include niciun habitat protejat.
La baza desemnării sitului se află mai multe specii protejate de  păsări (21): Bucanetes githagineus, Bulweria bulwerii, pasărea ogorului (Burhinus oedicnemus), fugaci de țărm (Calidris alpina), Calonectris borealis, prundăraș de sărătură (Charadrius alexandrinus), Chlamydotis undulata, Cursorius cursor, egretă mică (Egretta garzetta), șoim călător (Falco peregrinus), Hydrobates pelagicus, sitar de mal nordic (Limosa lapponica), Numenius phaeopus, vultur pescar (Pandion haliaetus), lopătar (Platalea leucorodia), ploier argintiu (Pluvialis squatarola), Pterocles orientalis, Saxicola dacotiae, chiră de baltă (Sterna hirundo), turturică (Streptopelia turtur), chiră de mare (Thalasseus sandvicensis).